# Бейтс, Тайлер
Тайлер Бейтс (англ. Tyler Bates; род. 5 июня 1965, Лос-Анджелес, Калифорния) — американский музыкант, продюсер и композитор музыки к фильмам, сериалам и видеоиграм.
Родился в Лос-Анджелесе, затем вместе с семьёй переехал в Чикаго. В 1993 году вернулся в Лос-Анджелес и вместе с певицей Лизой Папино (Lisa Papineau) основал музыкальную группу под названием «Pet». Подписав контракт с Atlantic Records, они гастролировали по США с такими группами как Limp Bizkit, Blink 182, Helmet, а также записали сингл для саундтрека к кинофильму «Ворон 2: Город ангелов», разошедшийся миллионным тиражом. Бейтс играл на гитаре на записи «Vas» и «Beastie Boys». С 1997 года основным направлением работы Бейтса стало написание музыки для кинофильмов. В 2014 году вошёл в состав группы Marilyn Manson в качестве соло-гитариста. Является автором музыки и продюсером альбомов The Pale Emperor (2015) и Heaven Upside Down (2017).

## Биография

### Ранняя жизнь и карьера
Бейтс родился 5 июня 1965 года в Лос-Анджелесе, Калифорния. Выросший в Чикаго, он переехал в Лос-Анджелес в 1993 году, чтобы продолжить музыкальную карьеру. Он начал свою карьеру в 1990-х, озвучивая малобюджетные фильмы, такие как «Тэмми и Ти-Рекс», «Последний раз, когда я совершил самоубийство» и «Кое-что о сексе». Тем временем он был участником рок-группы Pet вместе с Лизой Папино. Группа выпустила свой одноименный дебют в 1996 году. Его прорыв произошёл в начале 2000-х, когда он работал над такими известными проектами, как «Убрать Картера», «Ни жив ни мёртв» и «Мерзавец». Ремейк «Рассвета мертвецов» 2004 года имел большое значение, поскольку он поддерживал долгосрочное сотрудничество с режиссёром Заком Снайдером и сценаристом Джеймсом Ганном.
Бейтс написал музыку к четырём фильмам режиссёра Роба Зомби, начиная с фильма «Изгнанные дьяволом» 2005 года. Для ремейка «Хэллоуина 2007» и его последующего продолжения Бейтс адаптировал оригинальные темы и мотивы Джона Карпентера, чтобы они соответствовали более мрачной, жёсткой и современной атмосфере фильмов. Примерно в 2007 году Бейтс начал регулярно работать над высокобюджетными блокбастерами, включая «300 спартанцев», «Судный день», «День, когда Земля остановилась», «Запрещённый приём» и «Конан-варвар». Однако это не помешало ему сочинять музыку к небольшим независимым фильмам, таким как «Путь», «Киллер Джо», «Таинство» и «Рейс 7500».
Бейтс написал музыку для «Стражей Галактики» в 2014 году. Работая с Джеймсом Ганном в прошлом, Бейтс имел хорошее представление о том, как Ганн хотел, чтобы всё было сделано. Ещё до того, как началось производство, Ганн попросил Бейтса написать несколько тем перед съёмками, чтобы сцена могла быть сопоставлена с музыкой, а не создавалась партитура в соответствии со сценой. Это потребовало немалого сотрудничества между Бейтсом и Ганном заранее, поскольку эти композиции были не только финальной частью, но они также влияли на реальную работу всех на съёмочной площадке. Этот объем работы потребовал огромных усилий как от Бейтса, так и от его команды. В течение 4 месяцев они работали более 100 часов в неделю, чтобы произвести готовый продукт. После всей работы у них было в общей сложности 29 различных саундтреков, что в сумме составляет 64:34 музыки. «По крайней мере половина реплик в фильме содержит более 500 звуковых дорожек», — цитирует Бейтса в интервью Мелинде Ньюман на HitFix. Это было результатом того, что оркестровые пассажи были удвоены или утроены, хоры, наложения и другие инструментальные партии.
В том же году Бейтс написал музыку к боевику «Джон Уик» в сотрудничестве с Джоэлом Дж. Ричардом и Мэрилином Мэнсоном. Фильм имел неожиданный успех у критиков и финансовый успех, и Бейтс вернулся, чтобы написать музыку для продолжения 2017 года, а также для его третьей части. Он снова объединился с сорежиссёром этого фильма Дэвидом Литчем, чтобы написать музыку для духовного преемника, шпионского триллера времён холодной войны «Взрывная блондинка».

### Саундтреки для видеоигр
Бейтс написал саундтрек к играм для PlayStation 3 God of War: Ascension и Army of Two: The 40th Day, а также к игре Killzone: Shadow Fall для PlayStation 4. Также он написал музыку для шутера от первого лица — Crossfire.

### Другие проекты
В 2014 году Бейтс стал соавтором и продюсером пластинки Мэрилина Мэнсона The Pale Emperor. Альбом дебютировал под номером 8 в Billboard 200, а сингл "Deep Six" поднялся выше любого другого сингла Мэрилина Мэнсона в Billboard Mainstream Rock Chart. Бейтс присоединился к группе в 2015 году в качестве ведущего гитариста в туре The Hell Not Hallelujah Tour. Песня из альбома «Cupid Carries a Gun» использовалась в качестве вступительного названия телешоу «Салем», и Бейтс написал музыку к шоу. В апреле 2015 года он покинул Мэрилина Мэнсона, чтобы возобновить работу в кино.
В октябре 2015 года во время вопросов и ответов с Мэрилином Мэнсоном в музее Грэмми Мэнсон объявил, что они с Тайлером снова вместе работают над новой музыкой. В 2015 году Loudwire назвал "The Mephistopheles Of Los Angeles" лучшим рок-треком №1, а Rolling Stone включил The Pale Emperor в список 50 лучших альбомов 2015 года. Он вернулся в качестве ведущего гитариста во время тура со Slipknot в июле 2016 года. В 2017 году они снова объединили усилия в студии для продолжения Heaven Upside Down с мировым туром, начавшимся 20 июля в Будапеште, отыграв более 100 концертов по всему миру. В январе 2018 года Тайлер объявил в Твиттере, что покидает группу и возвращается в свою студию, чтобы работать исключительно в кино и на телевидении.
Тайлер сочинил песню «Monsters After Dark» для ночного режима Хэллоуина аттракциона GOTG: Mission Breakout!.
В 2021 году Бейтс был сопродюсером и играл на струнных, перкуссии и гитаре в альбоме Джерри Кантрелла Brighten.

## Дискография

### Фильмы
| Год  | Название                          | Примечание                                                                                |
| ---- | --------------------------------- | ----------------------------------------------------------------------------------------- |
| 1993 | Blue Flame                        | Написано совместно с Джорджем Андрианом                                                   |
| 1994 | Deep Down                         |                                                                                           |
| 1994 | Тэмми и Ти-Рекс                   | Написано совместно с Джеком Конрадом и Энтони Рипаретти.                                  |
| 1995 | Not Like Us                       |                                                                                           |
| 1995 | Criminal Hearts                   |                                                                                           |
| 1997 | The Last Time I Committed Suicide |                                                                                           |
| 1998 | Suicide, the Comedy               |                                                                                           |
| 1998 | Кое-что о сексе                   |                                                                                           |
| 1999 | Thicker than Water                | Совместно с Куинси Джонсом III                                                            |
| 2000 | Ну очень страшное кино            |                                                                                           |
| 2000 | Убрать Картера                    | Темы Роя Бадда                                                                            |
| 2001 | На том свете                      | Совместно с Джоном Э. Роуном                                                              |
| 2001 | Что могло быть хуже?              |                                                                                           |
| 2001 | Night at the Golden Eagle         |                                                                                           |
| 2002 | Love and a Bullet                 | Совместно с Вольфгангом Маттесом                                                          |
| 2002 | Ни жив ни мёртв                   |                                                                                           |
| 2002 | Lone Star State of Mind           |                                                                                           |
| 2002 | Город призраков                   |                                                                                           |
| 2003 | Мерзавец                          |                                                                                           |
| 2004 | Танцы улиц                        |                                                                                           |
| 2004 | Рассвет мертвецов                 | Первое сотрудничество с Заком Снайдером                                                   |
| 2005 | Изгнанные дьяволом                | Первое сотрудничество с Робом Зомби                                                       |
| 2006 | Не вижу зла                       |                                                                                           |
| 2006 | Слизняк                           | Первое сотрудничество с Джеймсом Ганном                                                   |
| 2006 | 300 спартанцев                    | Второе сотрудничество с Заком Снайдером                                                   |
| 2007 | Грайндхаус                        |                                                                                           |
| 2007 | Хэллоуин 2007                     | Темы Джона Карпентера                                                                     |
| 2008 | Судный день                       |                                                                                           |
| 2008 | День, когда Земля остановилась    |                                                                                           |
| 2009 | Хранители                         | Третье сотрудничество с Заком Снайдером                                                   |
| 2009 | Хэллоуин 2                        | Темы Джона Карпентера Второе сотрудничество с Робом Зомби                                 |
| 2009 | Призрачный мир Эль Супербисто     | Третье сотрудничество с Робом Зомби                                                       |
| 2010 | Супер                             | Второе сотрудничество с Джеймсом Ганном                                                   |
| 2010 | Путь                              |                                                                                           |
| 2011 | Запрещённый приём                 | Совместно с Мариусом де Врисом Четвёртое сотрудничество с Заком Снайдером                 |
| 2011 | Конан-варвар                      |                                                                                           |
| 2011 | Киллер Джо                        |                                                                                           |
| 2011 | Фантом                            |                                                                                           |
| 2013 | Муви 43                           | Третье сотрудничество с Джеймсом Ганном                                                   |
| 2013 | Таинство                          | Первое сотрудничество с Ти Уэстом                                                         |
| 2014 | Not Safe for Work                 |                                                                                           |
| 2014 | Рейс 7500                         |                                                                                           |
| 2014 | Стражи Галактики                  | Четвёртое сотрудничество с Джеймсом Ганном                                                |
| 2014 | Джон Уик                          | Совместно с Джоэлом Дж. Ричардом Первое сотрудничество с Дэвидом Литчем и Чадом Стахелски |
| 2016 | Эксперимент «Офис»                |                                                                                           |
| 2017 | Джон Уик 2                        | Совместно с Джоэлом Дж. Ричардом Второе сотрудничество с Чадом Стахелски                  |
| 2017 | Стражи Галактики. Часть 2         | Пятое сотрудничество с Джеймсом Ганном                                                    |
| 2017 | Взрывная блондинка                | Второе сотрудничество с Дэвидом Литчем                                                    |
| 2017 | Keep Watching                     |                                                                                           |
| 2017 | 24 Hours to Live                  |                                                                                           |
| 2018 | The Public                        | Совместно с Джоанн Хиггинботтом                                                           |
| 2018 | Дэдпул 2                          | Третье сотрудничество с Дэвидом Литчем                                                    |
| 2018 | Шпион, который меня кинул         |                                                                                           |
| 2019 | Джон Уик 3                        | Совместно с Джоэлом Дж. Ричардом Третье сотрудничество с Чадом Стахелски                  |
| 2019 | Форсаж: Хоббс и Шоу               | Четвёртое сотрудничество с Дэвидом Литчем                                                 |
| 2020 | Книги крови                       | Совместно с Джоэлом Дж. Ричардом                                                          |
| 2022 | X                                 | Совместно с Челси Вулф Второе сотрудничество с Ти Уэстом                                  |

### Телевидение
| Год                    | Название             | Примечание  |
| ---------------------- | -------------------- | ----------- |
| 2001                   | Strange Frequency    | 3 эпизода   |
| 2001                   | American High        | 4 эпизода   |
| 2003                   | Black Sash           | 8 эпизодов  |
| 2004                   | Pornucopia           | 2 эпизода   |
| 2007 – 2014            | Californication      | 84 эпизода  |
| 2008 – 2009            | Порно для всей семьи | 7 эпизодов  |
| 2010 – 2011            | Титан Симбионик      | 20 эпизодов |
| 2013                   | Low Winter Sun       | 10 эпизодов |
| 2014                   | Hysteria             |             |
| 2014 – 2016            | Салем                | 29 эпизодов |
| 2014 – 2017            | Королевство          | 31 эпизод   |
| 2017                   | Самурай Джек         | 10 эпизодов |
| 2017                   | Изгоняющий дьявола   | 10 эпизодов |
| 2017 – 2019            | Каратель             | 26 эпизодов |
| 2018 – настоящее время | Судная ночь          | 13 эпизодов |
| 2019                   | Стамптаун            |             |
| 2019 – настоящее время | Первобытный          |             |

### Видеоигры
| Год  | Название                        | Примечание                   |
| ---- | ------------------------------- | ---------------------------- |
| 2008 | Rise of the Argonauts           |                              |
| 2009 | Watchmen: The End Is Nigh       |                              |
| 2010 | Army of Two: The 40th Day       |                              |
| 2010 | Transformers: War for Cybertron |                              |
| 2013 | God of War: Ascension           |                              |
| 2013 | Killzone: Shadow Fall           | Совместно с Маркосом Ортегой |
| 2019 | Far Cry New Dawn                | Совместно с Джоном Суихартом |